# Текле Хаварият Текле Мариям
Текле Хаварият (Хавариат) Текле Мариям (амх. ተክለ ሐዋርዓት ተክለ ማሪያም, июнь 1884 — апрель 1977) — государственный деятель Эфиопской империи, автор первой конституции Эфиопии, министр финансов в 1931—35 годах, представитель Эфиопии в Лиге наций, первый драматург Эфиопии.

## Биография
Родился в семье священника в селении Сея в провинции Шоа, получил образование в церковной школе в Аддис-Абебе. Затем, перебравшись вместе со старшим братом в Харар, благодаря своим родственникам он был принят при дворе губернатора провинции Харар раса Мэконнын Уольде Микаэля, двоюродного брата и ближайшего сподвижника негуса Менелика II, который стал покровителем мальчика. В 1895 году, в возрасте 11 лет, вместе со старшим братом Текле Хаварият сопровождал раса Мэконнына на войне против итальянцев. Старший брат Текле Хаварията погиб в этой войне, а когда в 1896 году отряд российского Красного Креста прибыл в Эфиопию для оказания помощи раненым, то рас Мэконнын решил направить юного Текле Хаварията с возвращавшимися русскими врачами в Россию для получения там военного образования.

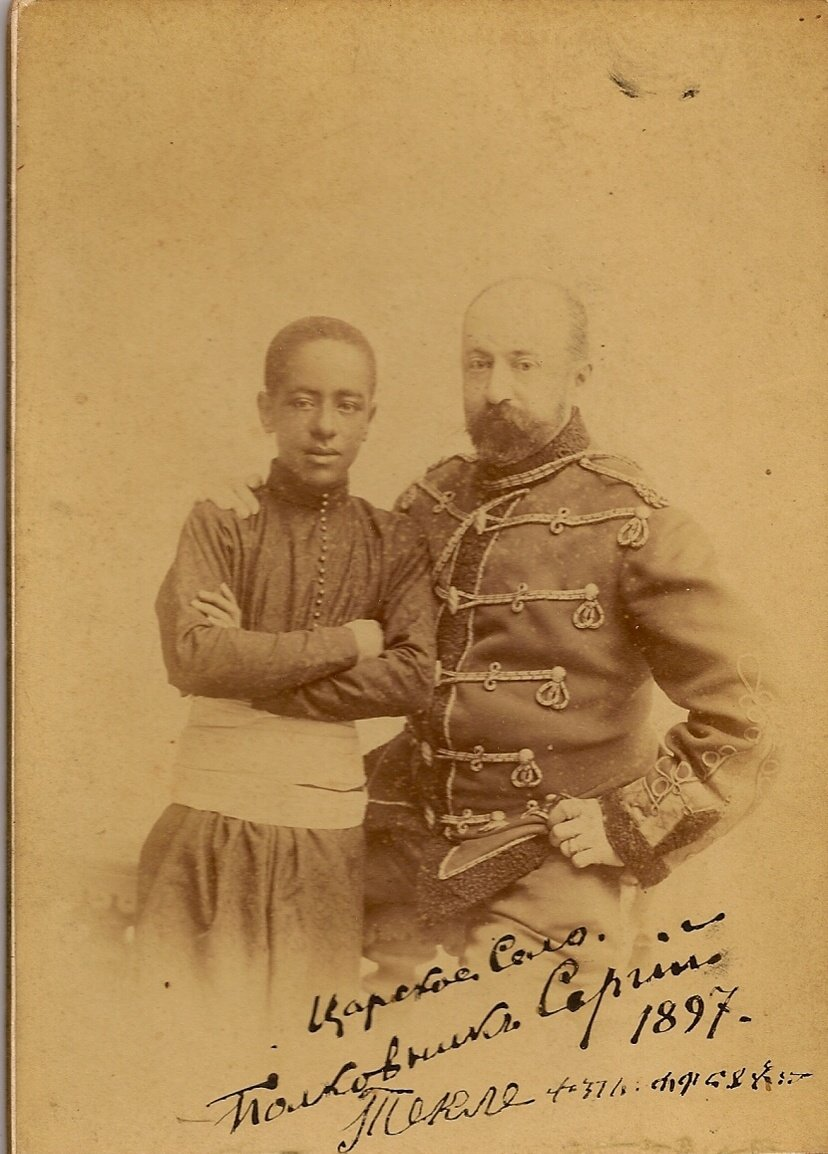
Текле Хаварият с Сергеем Молчановым

Опекуном мальчика в России стал полковник лейб-гвардии Гусарского полка Сергей Дмитриевич Молчанов (1853—1905), который побывал в Эфиопии, где он был военным советником Менелика II. Матерью Сергея Молчанова была Елена Сергеевна, урождённая княгиня Волконская, дочь декабриста князя Сергея Григорьевича Волконского. В начале 1897 года Текле Хаварият прибыл в имение Вейсбаховка Прилукского уезда Полтавской губернии, где жила семья Елены Сергеевны, к тому времени в третий раз вышедшей замуж за богатого помещика А. А. Рахманова. Мальчику наняли учителя русского языка, учителя арифметики и учителя рисования, а сестра Сергея Молчанова учила его музыке. Текле Хаварият всегда называл Сергея Молчанова своим отцом, а Елену Сергеевну — бабушкой. Его самого в домашнем кругу называли Петей.
После сдачи экзаменов Текле Хаварият был принят в 1-й кадетский корпус в Санкт-Петербурге, а после его окончания он поступил в Михайловское артиллерийское училище.
В 1905 году холостой и бездетный Сергей Молчанов умер, завещав перед этим своему приемному эфиопскому сыну всё своё состояние.
По окончании артиллерийского училища Текле Хаварият подал ходатайство о производстве его в офицеры русской армии без обязательства перехода в русское подданство. Но ему надлежало предоставить официальное согласие на это своего правительства, а Менелик II не ответил на его просьбу. Тогда юноша решил вернуться на родину, но перед этим совершить путешествие по Европе. Его приёмная бабушка говорила ему:

…Теперь после окончания учёбы тебе необходимо посещать западную Европу. Даже будучи хорошо образованным, если не увидишь западную Европу, не поймёшь её цивилизацию. Твоё знание о Европе будет неполным. Запад считает нас русских лицемерными, нерасторопными. Да, для этого у них, может быть, имеются причины. Очевидно, что они приобщились к цивилизации раньше нас. Да, они цивилизовали свои мозги, языки, руки и образ жизни. Но душа у них зверская и жестокая. Они уже забыли свою веру <…> они уже изменники бога и стали рабами материи <…> готовы поменять всё на деньги <…> их знание приведёт к разрухе <…> запад бежит впереди всех, чтобы стать убийцей себе и другим народам. Но мы русские не торопимся <…> вера, любовь и правда для нас выше всех… Для своей родины ты будешь закваской. Поэтому старайся получить знание настоящее. Ты должен трудиться безустанно. А то Европа сотрёт вас с лица земли. Они уже уничтожили многие народы мира и вас не оставят в покое. В Африке кроме вас нет христианского народа. Ваша история старше, чем история Европы, но, чтобы не исчезнуть, кроме как образовываться у вас нет другого выбора.

В 1908 году после завершения поездки по странам Европы Текле Хаварият вернулся в Эфиопию, но спустя ещё некоторое время отправился во Францию и Великобританию для изучения соответствующих языков.
Окончательно вернувшись на родину в 1912 году, Текле Хаварият стал помощником градоначальника Адис-Абебы. Но он вступил в конфликт со столичным градоначальником и был уволен.
В Эфиопии многие в это время были недовольны императором Иясу V, который в 1913 году сменил на троне Менелика II. Ходили слухи, что Иясу обратился в ислам и хочет исламизировать страну. Текле Хаварият считал, что реформирование страны возможно только при прямом воздействии на императора, и поэтому сначала приложил все усилия, чтобы стать близким другом Иясу, но затем стал его противником. В сентябре 1916 года Иясу был свергнут, и Текле Хаварият выступил свидетелем против него, обвиняя его в принятии ислама. Текле Хаварият возглавил войско, которое разбило силы Иясу, попытавшегося вернуть себе власть. Ставший регентом при возведённой на престол дочери Менелика Заудиту рас Тэфэри (будущий император Хайле Селассие) назначил в 1917 году Текле Хаварията губернатором Джиджиги.
Помимо государственных дел, Текле Хаварият занимался литературным творчеством — он написал пьесу «Комедия животных», первую в истории Эфиопии. Пьеса содержала намёки на отсталость и коррумпированность императорского двора. Это разгневало императрицу Заудиту, которая запретила в Эфиопии театр, а экземпляры пьесы конфисковали. Запрет был отменён только в 1930 году, когда императором стал Хайле Селассие.
В 1923 году Текле Хаварият стал губернатором провинции Черчер, но в 1928 году его арестовали по подозрению в том, что он занимался заговорщицкой деятельностью вместе с русскими эмигрантами, жившими в Адис-Абебе.
Вскоре его, однако, освободили, а после того, как в 1930 году императором стал Хайле Селассие, ему было поручено написать первую конституцию Эфиопии. В сентябре 1931 года Текле Хаварият стал министром финансов. В одних источниках указано, что он занимал этот пост год с небольшим, в других — что он занимал его до 1935 года.
Затем Текле Хаварият стал представителем Эфиопии в Лиге наций. Это было трудным временем для его родины: Абиссинский кризис в 1935 году привёл к вторжению итальянцев, которые к 1936 году оккупировали всю Эфиопию. Текле Хаварият был недоволен тем, что император Хайле Селассие бежал из страны. Сам он сначала хотел вернуться в Эфиопию, чтобы сражаться с итальянцами, но затем поселился на Мадагаскаре. Он вернулся на родину лишь в 1955/56 году и уже не занимал никаких государственных должностей, а занялся сельским хозяйством.

## Семья
У Текле Хаварията было 8 детей. Его сын Гырмачоу Текле Хаварият (1915—1987) также стал дипломатом, писателем и драматургом.